# Gordon Milne
Gordon Milne (nacido el 29 de marzo de 1937) es un exfutbolista inglés que se desempeñaba como centrocampista.
Gordon Milne jugó 13 veces para la selección de fútbol de Inglaterra entre 1963 y 1964.

## Trayectoria

### Clubes
| Club                 | País       | Año         |
| -------------------- | ---------- | ----------- |
| Preston North End FC | Inglaterra | 1956 - 1960 |
| Liverpool FC         | Inglaterra | 1960 - 1967 |
| Blackpool FC         | Inglaterra | 1967 - 1970 |
| Wigan Athletic FC    | Inglaterra | 1970 - 1972 |

### Selección nacional
| Selección | País       | Año         |
| --------- | ---------- | ----------- |
| Absoluta  | Inglaterra | 1963 - 1964 |

## Estadística de equipo nacional
| Selección de fútbol de Inglaterra | Selección de fútbol de Inglaterra | Selección de fútbol de Inglaterra |
| Año                               | Partidos                          | Goles                             |
| --------------------------------- | --------------------------------- | --------------------------------- |
| 1963                              | 5                                 | 0                                 |
| 1964                              | 8                                 | 0                                 |
| Total                             | 13                                | 0                                 |